# Wadi Al-Badan
 (avril 2015).
Si vous disposez d'ouvrages ou d'articles de référence ou si vous connaissez des sites web de qualité traitant du thème abordé ici, merci de compléter l'article en donnant les références utiles à sa vérifiabilité et en les liant à la section « Notes et références ».
Wadi Al-Badan (en arabe : وادي الباذان), (prononcé [wadi Al baðaŋ]) est un village palestinien situé à 7 km au nord-est de Naplouse sur la route menant à la vallée du Jourdain.

## Appellation

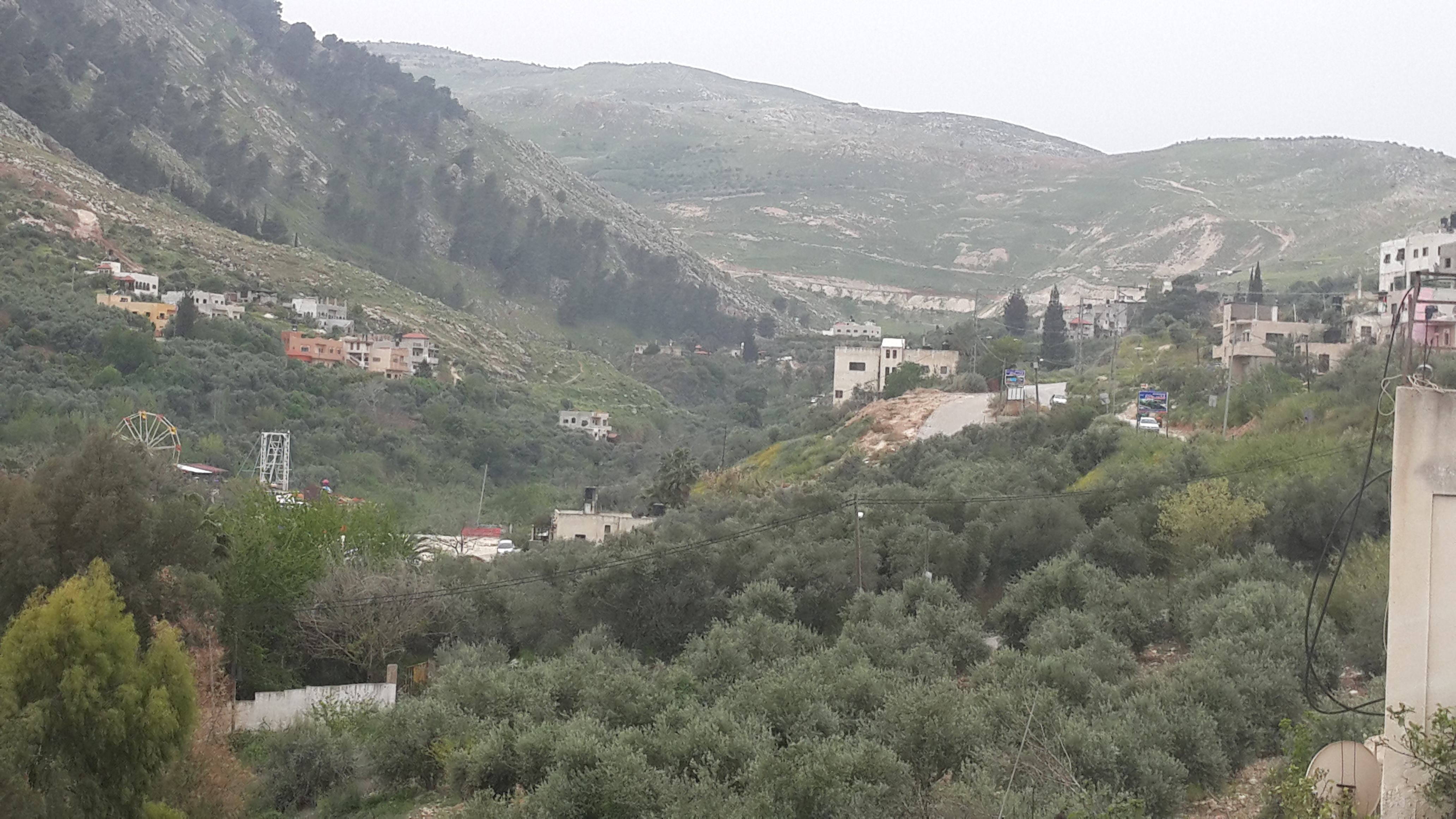
Paysages

Le village doit son nom à deux choses :
- L' histoire indique que le commandant militaire qui s'appelle Badan est passé par ce village puis s'y est installé quand il a vu les vergers et les sources d'eau.
- La signification du mot Al-Badan, en persan : la terre qui contient de l'eau.

## Histoire
En raison de l'abondance d'eau, 15 moulins ont été construits à l'époque ottomane.
Lors du mandat britannique, ce village fut considéré comme un parc car il possédait beaucoup de cafés. De plus il y avait un rocher en hauteur sur lequel les britanniques avaient exécuté des palestiniens.
À l'époque cananéenne, le village Wadi Al-Bathan a été une route reliant les villes de Sichem, Tal Al-Faraa et Bissan. Il était connu sous le nom de "Route grossière d'Al-Badan".

## Géographie
Le village se trouve au pied du Mont Bilal où la colonie d'Elon Moreh est installée depuis 1980.
Sept villages entourent Wadi Al-Badan : Talouzah à l'ouest, Al-Faraa, Toubas et Tamoun au nord, An-nasariyah et la vallée du Jourdain à l'est et Azmout au sud.

## Faune et Végétation
Le village Wadi Al-Badan dispose de nombreux types d'oiseaux migrateurs et résidents comme le faucon, le rossignol, le pic, la huppe et le chardonneret. Al-Badan possède des arbres boisés, des plantes et des fleurs sauvages tels que les jonquilles et des cornes de cerf. Ce village dispose aussi d'arbres produisant des fruits rares comme les jujubes, les pruneaux et les feuilles de vigne.
Le climat de Wadi Al-Badan est méditerranéen; il fait chaud l'été, modéré l'hiver.

## Infrastructures
Le village possède un jardin d'enfants, une école élémentaire mixte et une école secondaire. Le village Al-Badan dispose d'une clinique et d'une pharmacie. Dans le village Al-Badan, il y a deux stations de pompage qui produisent environ 600 mètres cubes d'eau/heure et qui fournissent la ville de Naplouse et ses camps, le village Talouzah et Asira en eau potable.
De plus ce village contient sept fontaines qui produisent environ 2,25 millions de mètres cubes d'eau douce.

## Tourisme
Le village d'Al-Badan est une zone touristique très fréquentée par les touristes et c'est la première destination pour les sorties scolaires, surtout l'été. Cela grâce à son emplacement géographique, à ses ressources en eau, à ses ressources naturelles et à sa végétation permanente. On y trouve de nombreux parcs et piscines : le parc Al-waha, le parc "Shalalat Al-Badan", le parc "Al-Batra", le parc "Al-Tawahin", et le parc "Al-Qala'a".

## Population
Tableau présentant l'évolution de la population de 2007 à 2015 selon les recensements menés par le bureau central palestinien des statistiques :
| Année | Population |
| ----- | ---------- |
| 2007  | 2,458      |
| 2008  | 2,516      |
| 2009  | 2,575      |
| 2010  | 2,643      |
| 2011  | 2,696      |
| 2012  | 2,758      |
| 2013  | 2,822      |
| 2014  | 2,886      |
| 2015  | 2,951      |

## Galerie photos

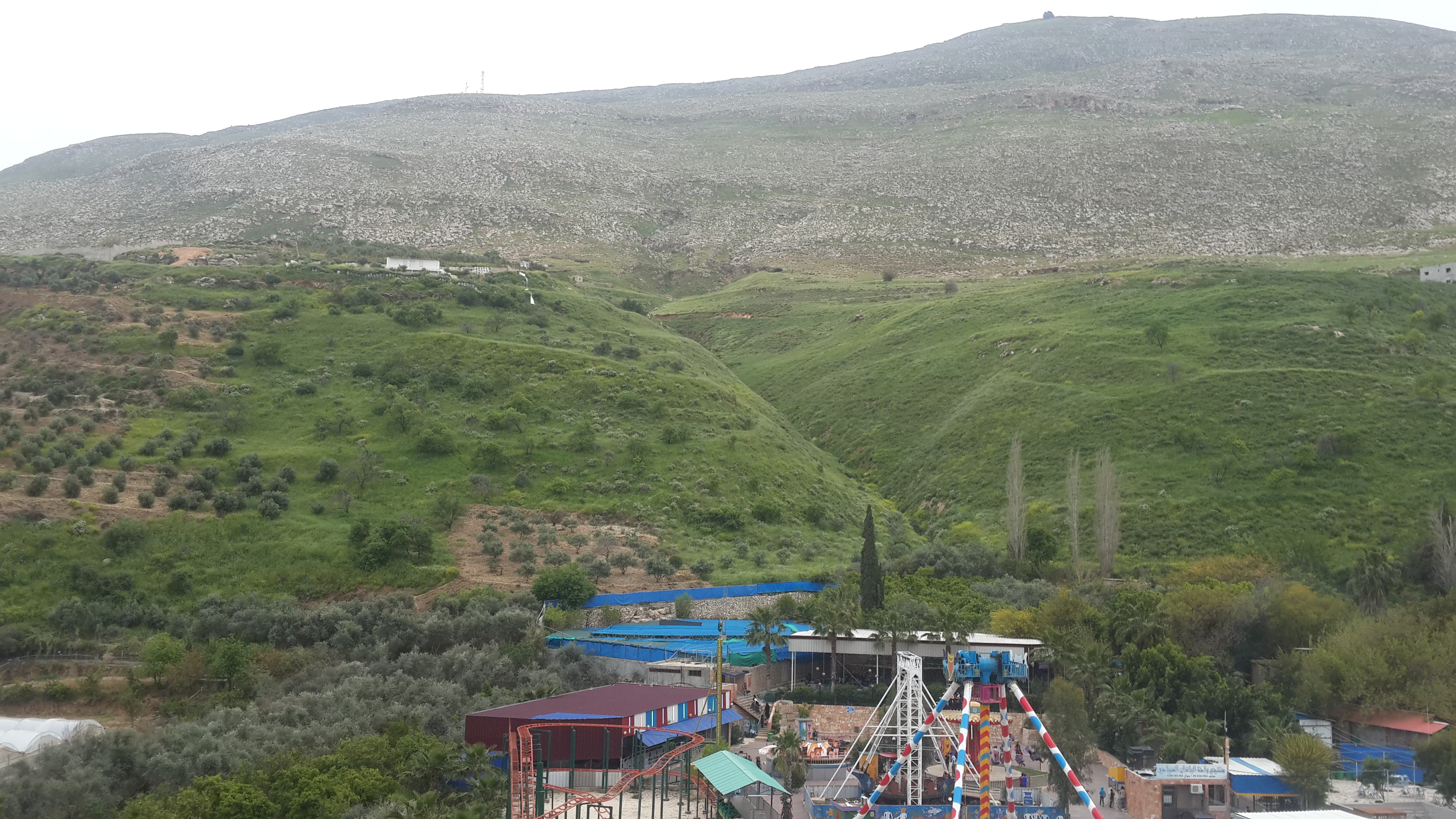
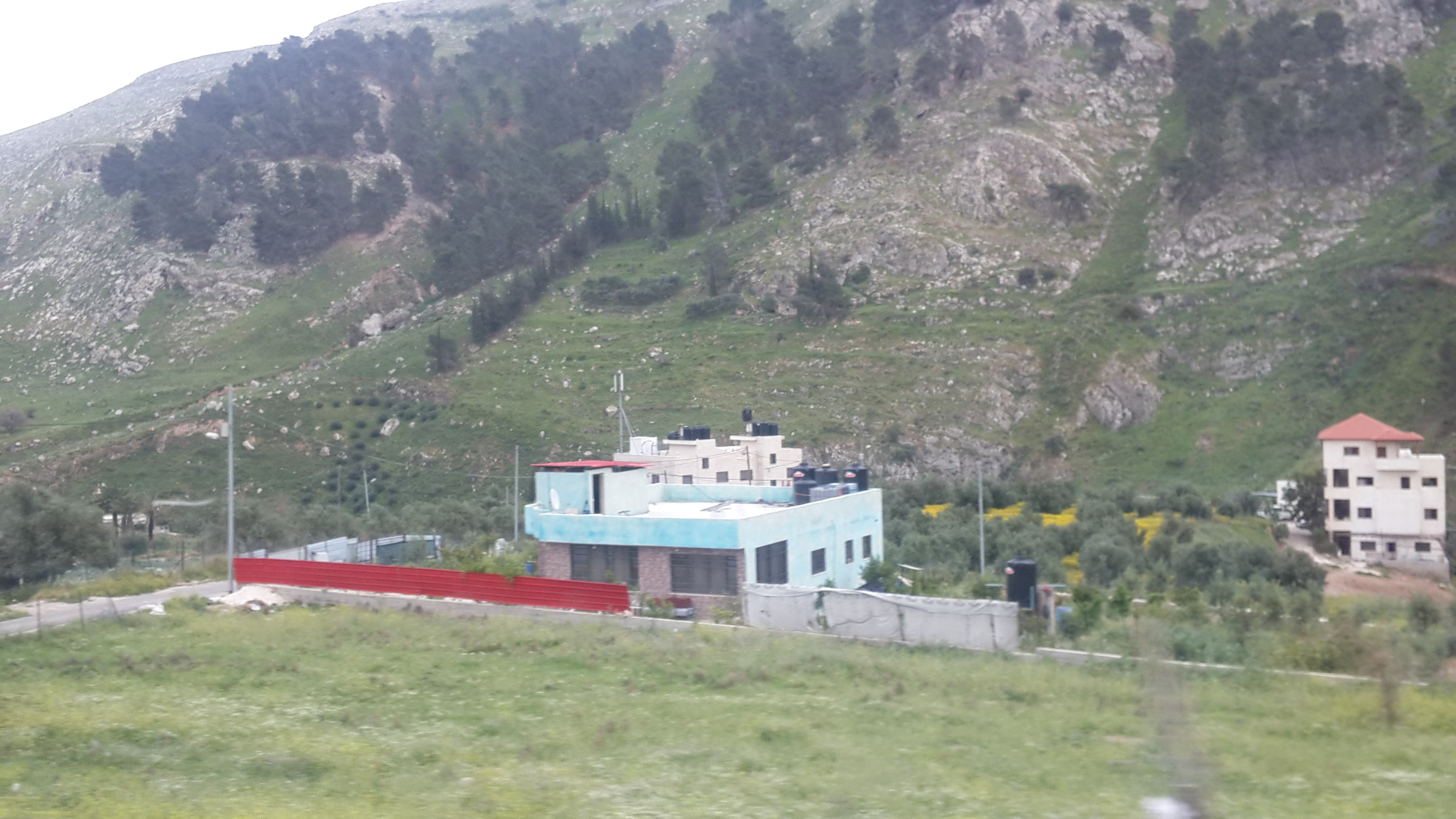
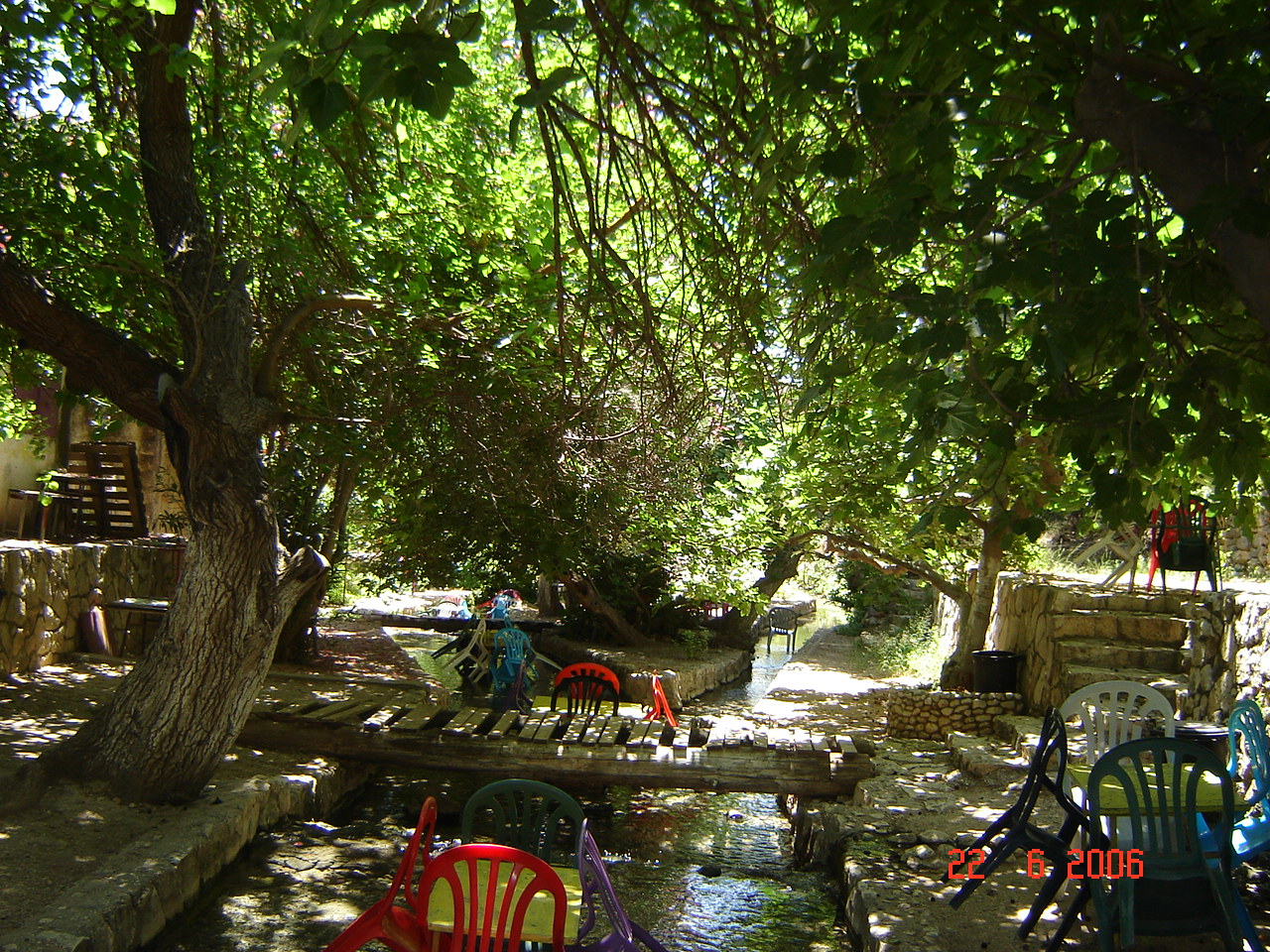
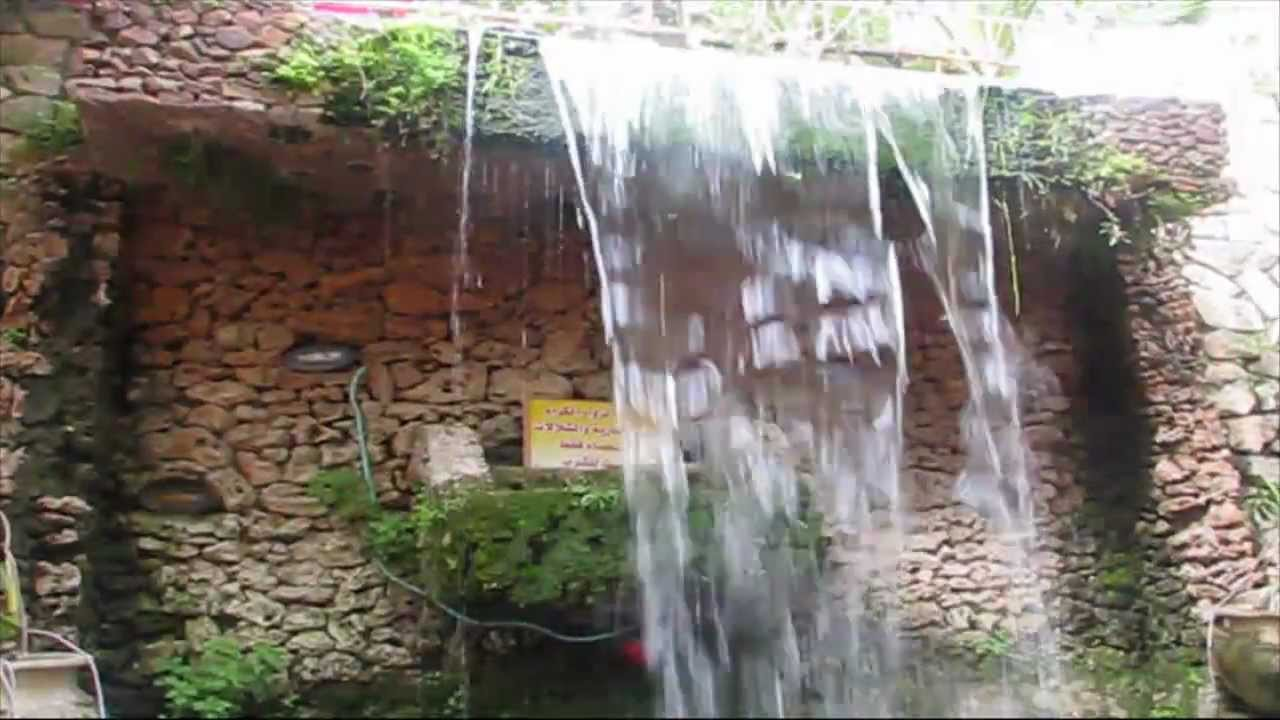